# Aarebrücke Felsenau–Koblenz
Die Aarebrücke Felsenau–Koblenz ist eine Strassenbrücke der Hauptstrasse 7 in der Schweiz. Die Bogenbrücke überspannt zwischen dem Weiler Felsenau und der Gemeinde Koblenz die Aare an ihrer Mündung in den Rhein. Die Brücke liegt am Rand des Schutzgebiets Aarelandschaft bei Klingnau, das im Bundesinventar der Landschaften und Naturdenkmäler von nationaler Bedeutung verzeichnet ist. Das 1936 eingeweihte Bauwerk ist im Inventar der Kantonalen Denkmalpflege des Kantons Aargau eingetragen.

## Geschichte
Im Jahr 1934 beschloss das Parlament des Kantons Aargau, in Ergänzung der Rheinbrücke in Koblenz, den Bau einer Brücke über die Aare für eine Strasse am Südufer des Hochrheins. Das Bauwerk war etwa 800 m unterhalb der älteren SBB-Aarebrücke Koblenz vorgesehen. Projektverfasser war der Zürcher Diplomingenieur Karl Kihm (1874–1964), der im Brückenbaubüro des MAN-Werks Gustavsburg lange gearbeitet hatte und seit 1931 ein eigenes Büro in Zürich besass. Die Unterbauten erstellte das Lenzburger Bauunternehmen Theodor Bertschinger AG. Den stählernen Überbau lieferten und montierten die Firmen von C. Zschokke AG und Wartmann & Cie. Der Baubeginn war 1935, im Juni 1936 folgte die Einweihung. In beiden Brückenwiderlagern wurden Maschinengewehrstände eingebaut. Sie gehörten als Teil der permanenten, schweren Kampfanlagen der Schweizer Landesbefestigung zur Sperrstelle Koblenz und waren die ersten, die in der Schweiz seit dem Ende des Ersten Weltkriegs zur Ausführung kamen. Im Jahr 1971 wurde der Korrosionsschutz der Brücke erneuert und 1988 die Fahrbahn saniert.
Zwischen 2002 und 2003 entstand oberwasserseitig in geringem Abstand parallel zum Bestandsbau eine separate Balkenbrücke für den Fussgänger- und Veloverkehr mit einer stählernen Fachwerkkonstruktion aus Rundprofilen. Zwischen 2006 und 2007 folgte eine umfangreiche Instandsetzung der Strassenbrücke für 6 Mio. Schweizer Franken.

## Konstruktion
Die 178 m lange Strassenbrücke besteht aus zwei 87,5 m langen Überbauten, die den Fluss überspannen. An jeweils zwei stählernen Fachwerkbögen hängen die Querträger der Fahrbahnkonstruktion, die früher eine Betonplatte mit einer 6,0 m breiten Fahrbahn und beidseitigen Gehwegen hatte. Bei der Instandsetzung 2006/2007 wurde die Betonfahrbahnplatte durch eine orthotrope Fahrbahnplatte ersetzt und die Fahrbahn auf 7,0 m Breite vergrössert. Ausserdem erfolgte eine Verstärkung der Konstruktion durch den Einbau von zwei Fachwerk-Längsträgern an den Aussenseiten. Der Pfeiler in der Aare steht auf einer Senkkastengründung.